# Franklinfurnaceite
La franklinfurnaceite (simbolo IMA: Fkf) è un minerale molto raro del gruppo della clorite appartenente alla classe minerale dei "silicati e germanati" con composizione chimica Ca2Fe3+Mn2+3Mn3+(Zn2Si2O10)(OH)8.

## Etimologia e storia
Il minerale prende il nome dalla località di "Franklin Furnace", ribattezzata solo "Franklin" il 23 aprile 1913.

## Classificazione
Nella nona edizione della sistematica dei minerali di Strunz la franklinfurnaceite è elencata nella classe "9. Silicati (germanati)" e da lì nella sottoclasse "9.E Fillosilicati"; questa è ulteriormente suddivisa in base alla struttura del minerale in modo tale che la franklinfurnaceite possa essere trovata insieme a baileycloro, borocookeite, donbassite, glagolevite, nimite, chamosite, clinocloro, cookeite, gonyerite, pennantite e sudoite, con le quali forma il sistema nº 9.EC.55.
Tale classificazione viene mantenuta anche nell'edizione successiva, proseguita dal database "mindat.org", chiamata anche Classificazione Strunz-mindat.
Anche la classificazione dei minerali secondo Dana, usata principalmente nel mondo anglosassone, elenca la franklinfurnaceite nella classe dei "fillosilicati" e nel gruppo dei "fillosilicati: fogli di anelli a sei membri intercalati 1:1, 2:1 e ottaedri", dove forma il sistema nº 71.4.3 come unico membro.

## Abito cristallino
La franklinfurnaceite cristallizza nel sistema monoclino nel gruppo spaziale C2 (gruppo nº 5) con i parametri reticolari a = 5,483 Å, b = 9,39 Å, c = 14,51 Å e β = 97,04°, oltre a due unità di formula per cella unitaria.

## Origine e giacitura
La franklinfurnaceite si forma come minerale in cavità di piccole e medie dimensioni in depositi di zinco stratiformi metamorfizzati; è associata a willemite, clinoedrite, hodgkinsonite, hetaerolite, franklinite, barite e rodonite.
Essendo un minerale rarissimo, la franklinfurnaceite è stata ritrovata solo nella sua località tipo, la miniera di "Franklin" nella Contea di Sussex nel New Jersey.